# Data di registrazione
L'istituto della data di registrazione è stato introdotto nell'ordinamento giuridico italiano attraverso il d.lgs. 27/01/2010, n. 27, in recepimento della direttiva DSHR (2007/36/CE). Tale istituto identifica un preciso momento durante il quale l'azionista che intende partecipare in assemblea, ed esercitare i diritti connessi alla propria partecipazione, deve effettuare, per il tramite dell'intermediario che gestisce il proprio conto titoli, la registrazione della propria partecipazione. L'esistenza della data di registrazione dovrebbe incentivare un maggior intervento in assemblea da parte dei piccoli azionisti, essendo venuto meno il blocco della partecipazione che, nella normativa previgente, impediva gli atti di disposizione delle azioni perché soggette a deposito (nell'intervallo di tempo tra il deposito e l'assemblea). L'introduzione di questo istituto può però determinare situazioni "curiose", caratterizzate da una separazione tra titolarità e legittimazione. Problemi ulteriori possono sorgere in relazione all'esercizio di alcuni diritti tipici degli azionisti (es. impugnazione delle delibere annullabili, esercizio diritto di recesso) in quanto, in vigenza della data di registrazione, sono legittimati ad intervenire in assemblea gli azionisti "registrati" che nell'intervallo di tempo tra record date e assemblea hanno ceduto la propria partecipazione.